# Naganka na polowaniu w Nieświeżu
Naganka na polowaniu w Nieświeżu lub Polowanie w Nieświeżu – obraz namalowany w technice akwarelowej przez polskiego malarza Juliana Fałata, przedstawiający scenę łowiecką. Znajduje się w zbiorach Muzeum Narodowego w Warszawie.

## Opis techniczny
Obraz pochodzi z cyklu płócien Juliana Fałata obrazujących polowania w białoruskich lasach należących do książąt Radziwiłłów. Powstał w 1891 r., jego wymiary to 65 x 176 cm.

## Historia
Pierwszym właścicielem obrazu był warszawski przemysłowiec Ludwik Norblin, który zmarł w 1914, zapisując go w testamencie Towarzystwu Zachęty Sztuk Pięknych – wraz z 10 tys. rubli oraz 11 innymi obrazami pędzla między innymi Jana Matejki, Henryka Siemiradzkiego, Aleksandra Kotsisa i Józefa Brandta. W zbiorach Zachęty znajdował się do wybuchu II wojny światowej, kiedy to został zrabowany.
W 2006 obraz, wraz z innym płótnem Juliana Fałata zrabowanym w czasie II wojny światowej z Towarzystwa Zachęty Sztuk Pięknych – „Przed polowaniem w Rytwianach”, został wystawiony na sprzedaż w jednym z nowojorskich domów aukcyjnych. Oba obrazy zostały wycofane z licytacji na wniosek polskiego Ministerstwa Kultury i Dziedzictwa Narodowego, za pośrednictwem Konsulatu Generalnego RP w Nowym Jorku.
W wyniku czteroletnich negocjacji prowadzonych przez ministerstwo, a także za pośrednictwem amerykańskiej kancelarii prawnej, nawiązano współpracę z federalną agencją dochodzeniową Immigration & Customs Enforcement (ICE). 14 grudnia 2010 r. obrazy zostały zajęte przez ICE i umieszczone w depozycie agencji, gdzie pozostawały do czasu ostatecznego rozstrzygnięcia sprawy. 16 sierpnia 2011 r. sąd w Nowym Jorku wydał decyzję o zwrocie obu obrazów. Urzędujący minister kultury i dziedzictwa narodowego Bogdan Zdrojewski podpisał decyzję o przejęciu obrazów we wrześniu 2011 r., podczas specjalnej uroczystości w polskim konsulacie w Nowym Jorku, w obecności prezydenta RP Bronisław Komorowskiego.
Oba obrazy zaprezentowano po raz pierwszy w Polsce po odzyskaniu w gmachu Ministerstwa Kultury i Dziedzictwa Narodowego – 4 października 2011, a następnie przekazano Muzeum Narodowemu w Warszawie.